# بني فنزر (بني سلمان)
بني فنزر هي إحدى مشيخات المملكة المغربية، تتبع جغرافيا لإقليم شفشاون وإداريًا لبني سلمان. يقدر عدد سكانها بـ 6175 نسمة حسب الإحصاء الرسمي للسكان والسكنى لسنة 2004.